# Sanopus greenfieldorum
Sanopus greenfieldorum é uma espécie de peixe da família Batrachoididae.
É endémica de Belize, habitando exclusivamente recifes de coral na zona nerítica do Golfo de Honduras. A espécie vive em depressões na areia sob os corais, se alimentando de caranguejos, peixes pequenos e gastrópodes.